# Linkenheim-Hochstetten
Ne doit pas être confondu avec Linkenheim.
Linkenheim-Hochstetten est une commune de Bade-Wurtemberg (Allemagne), située dans l'arrondissement de Karlsruhe, dans l'aire urbaine Mittlerer Oberrhein, dans le district de Karlsruhe.

## Jumelages
- Jarny (France) depuis 1966.
- Gröditz (RFA, autrefois RDA) depuis 1990. Gröditz est également jumelée avec Jarny.